# Grand Roy
Grand Roy är en ort i Grenada.   Den ligger i parishen Saint John, i den västra delen av landet, 8 km norr om huvudstaden Saint George's. Grand Roy ligger 101 meter över havet och antalet invånare är 2 400. Den ligger på ön Grenada.
Terrängen runt Grand Roy är huvudsakligen kuperad, men norrut är den platt. Havet är nära Grand Roy åt nordväst. Runt Grand Roy är det tätbefolkat, med 286 invånare per kvadratkilometer. Närmaste större samhälle är Saint George's, 8,1 km söder om Grand Roy. Omgivningarna runt Grand Roy är en mosaik av jordbruksmark och naturlig växtlighet.